# Championnat de France de basket-ball 1998-1999
Navigation
Saison précédente Saison suivante
La saison 1998-1999 du championnat de France de basket-ball de Pro A est la 77e édition du championnat de France masculin de basket-ball, la 12e depuis la création de la LNB.
Le championnat de Pro A de basket-ball est le plus haut niveau du championnat de France.
Seize clubs participent à la compétition. À la fin de la saison régulière, les équipes classées de 1 à 8 sont automatiquement qualifiées pour les quarts de finale des playoffs. Le vainqueur de ces playoffs est désigné Champion de France. L'équipe classée 16e de Pro A à l'issue de la saison régulière du championnat, descend en Pro B. Elle est remplacée par le club classé 1er de Pro B.
Le tenant du titre est Pau-Orthez.
Levallois a rejoint la Pro A à l’issue de la saison 1997-1998. Levallois, 11e de la saison régulière et Toulouse, 14e, en proie à des problèmes financiers sont relégués administrativement en Pro B. Par conséquent, Montpellier, 16e de la saison régulière et Gravelines, 15e se maintiennent en Pro A.
La saison régulière a débuté le 5 septembre 1998 et s'est terminé le 20 mars 1999. Pau-Orthez a remporté le championnat pour la sixième fois de son histoire en battant en finale l'ASVEL en deux manches. 

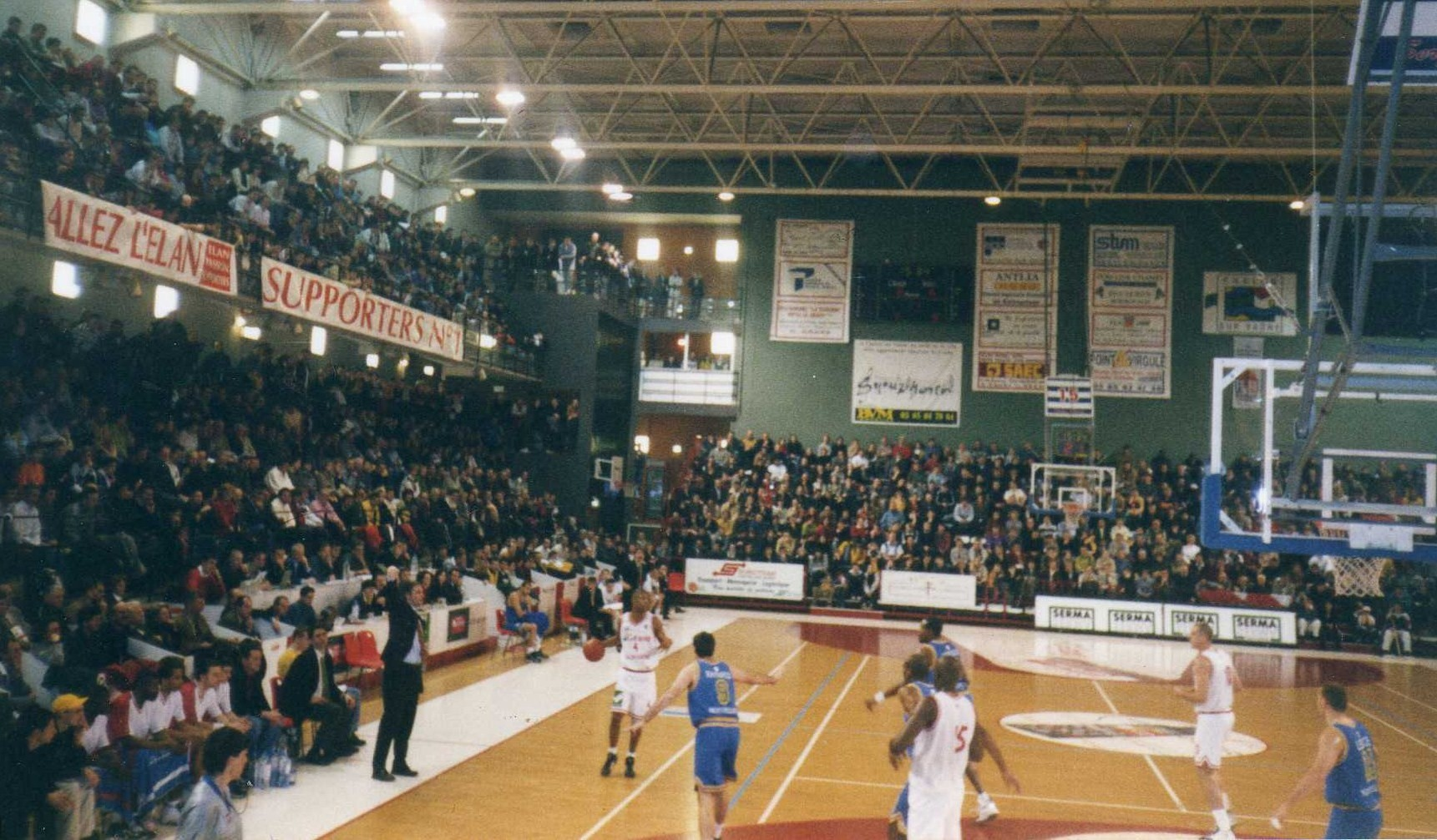
Match de Pro A à la Maison des Sports entre l'Elan Chalon et Montpellier.

## Clubs participants
| Clubs             | Salles (Capacités)                                    | Villes           |
| ----------------- | ----------------------------------------------------- | ---------------- |
| Antibes           | Espace sportif Jean Bunoz (5000 places)               | Antibes          |
| Besançon          | Palais des Sports (4000 places)                       | Besançon         |
| Chalon-sur-Saône  | Maison des Sports (2200 places)                       | Chalon-sur-Saône |
| Cholet            | La Meilleraie (4 500 places)                          | Cholet           |
| Dijon             | Palais des sports Jean-Michel-Geoffroy (4 628 places) | Dijon            |
| Évreux            | Salle Jean Fourre (3400 places)                       | Évreux           |
| Gravelines        | Sportica (3 500 places)                               | Gravelines       |
| Le Mans           | Antarès (6 000 places)                                | Le Mans          |
| Levallois         | Palais des sports Marcel-Cerdan (3000 places)         | Levallois        |
| Limoges           | Palais des Sports de Beaublanc (5500 places)          | Limoges          |
| Lyon-Villeurbanne | Astroballe (5 600 places)                             | Villeurbanne     |
| Montpellier       | Palais des sports Pierre-de-Coubertin (4800 places)   | Montpellier      |
| Nancy             | Palais des sports Jean Weille (4500 places)           | Nancy            |
| PSG Racing        | Stade Pierre-de-Coubertin (4 200 places)              | Paris            |
| Pau-Orthez        | Palais des sports de Pau (7 813 places)               | Pau              |
| Toulouse          | Palais des sports de Toulouse (4300 places)           | Toulouse         |

## Classement final de la saison régulière
| Rang | Équipe            | Pts | J  | G  | P  | Pp   | Pc   | Diff |
| ---- | ----------------- | --- | -- | -- | -- | ---- | ---- | ---- |
| 1    | Pau-Orthez (T)    | 57  | 30 | 27 | 3  | 2273 | 1988 | 285  |
| 2    | Lyon-Villeurbanne | 54  | 30 | 24 | 6  | 2306 | 1963 | 343  |
| 3    | Cholet (C)        | 52  | 30 | 22 | 8  | 2255 | 2024 | 231  |
| 4    | Chalon-sur-Saône  | 50  | 30 | 20 | 10 | 2171 | 1999 | 172  |
| 5    | PSG Racing        | 49  | 30 | 19 | 11 | 2086 | 1956 | 130  |
| 6    | Le Mans           | 49  | 30 | 19 | 11 | 2340 | 2197 | 143  |
| 7    | Limoges (F)       | 49  | 30 | 19 | 11 | 2147 | 1967 | 180  |
| 8    | Nancy             | 48  | 30 | 18 | 12 | 2202 | 2105 | 97   |
| 9    | Antibes           | 46  | 30 | 16 | 14 | 2213 | 2233 | -20  |
| 10   | Dijon             | 44  | 30 | 14 | 16 | 2311 | 2280 | 31   |
| 11   | Levallois (P)     | 41  | 30 | 11 | 19 | 2053 | 2362 | -309 |
| 12   | Besançon          | 39  | 30 | 9  | 21 | 2179 | 2190 | -11  |
| 13   | Évreux            | 37  | 30 | 7  | 23 | 2051 | 2275 | -224 |
| 14   | Toulouse          | 35  | 30 | 5  | 25 | 1909 | 2234 | -325 |
| 15   | Gravelines        | 35  | 30 | 5  | 25 | 1997 | 2385 | -388 |
| 16   | Montpellier       | 35  | 30 | 5  | 25 | 1877 | 2212 | -335 |

|     | Qualification pour les Play-offs 1999 |
|     | Relégation en Pro B                   |
| (T) | Tenant du titre 1998                  |
| (F) | Finaliste 1998                        |
| (P) | Promu 1998                            |
| (C) | Vainqueur Coupe de France 1999        |

## Playoffs
|  | Quarts de finale           | Quarts de finale      | Quarts de finale | Quarts de finale      |                         |    | Demi-finales | Demi-finales | Demi-finales | Demi-finales |  |  | Finale | Finale | Finale | Finale |
|  |                            |                       |                  |                       |                         |    |              |              |              |              |  |  |        |        |        |        |
|  | 27 mars, 3 et 6 avril 1999 |                       |                  |                       |                         |    |              |              |              |              |  |  |        |        |        |        |
|  |                            |                       |                  |                       |                         |    |              |              |              |              |  |  |        |        |        |        |
|  | (1) Pau-Orthez             | 68                    | 74               | 88                    |                         |    |              |              |              |              |  |  |        |        |        |        |
|  | (1) Pau-Orthez             | 68                    | 74               | 88                    | 17, 25 et 28 avril 1999 |    |              |              |              |              |  |  |        |        |        |        |
|  | (8) Nancy                  | 46                    | 82               | 54                    |                         |    |              |              |              |              |  |  |        |        |        |        |
|  | (8) Nancy                  | 46                    | 82               | 54                    | (1) Pau-Orthez          | 75 | 81           | 74           |              |              |  |  |        |        |        |        |
|  | 27 mars, 3 et 6 avril 1999 |                       |                  |                       | (1) Pau-Orthez          | 75 | 81           | 74           |              |              |  |  |        |        |        |        |
|  |                            | (5) PSG Racing        | 68               | 84ap                  | 67                      |    |              |              |              |              |  |  |        |        |        |        |
|  | (4) Chalon-sur-Saône       | (5) PSG Racing        | 68               | 84ap                  | 67                      | 50 | 53           | 69           |              |              |  |  |        |        |        |        |
|  | (4) Chalon-sur-Saône       |                       |                  |                       | 5 et 8 mai 1999         | 50 | 53           | 69           |              |              |  |  |        |        |        |        |
|  | (5) PSG Racing             | 64                    | 51               | 78                    |                         |    |              |              |              |              |  |  |        |        |        |        |
|  | (5) PSG Racing             | 64                    | 51               | 78                    | (1) Pau-Orthez          | 73 | 74           |              |              |              |  |  |        |        |        |        |
|  | 27 mars et 3 avril 1999    |                       |                  |                       | (1) Pau-Orthez          | 73 | 74           |              |              |              |  |  |        |        |        |        |
|  |                            | (2) Lyon Villeurbanne | 67               | 64                    |                         |    |              |              |              |              |  |  |        |        |        |        |
|  | (2) Lyon Villeurbanne      | (2) Lyon Villeurbanne | 67               | 64                    | 92                      | 76 |              |              |              |              |  |  |        |        |        |        |
|  | (2) Lyon Villeurbanne      | 17 et 25 avril 1999   |                  |                       | 92                      | 76 |              |              |              |              |  |  |        |        |        |        |
|  | (7) Limoges                | 59                    | 69               |                       |                         |    |              |              |              |              |  |  |        |        |        |        |
|  | (7) Limoges                | 59                    | 69               | (2) Lyon Villeurbanne | 79                      | 65 |              |              |              |              |  |  |        |        |        |        |
|  | 27 mars, 3 et 6 avril 1999 |                       |                  | (2) Lyon Villeurbanne | 79                      | 65 |              |              |              |              |  |  |        |        |        |        |
|  |                            | (6) Le Mans           | 70               | 63                    |                         |    |              |              |              |              |  |  |        |        |        |        |
|  | (3) Cholet                 | (6) Le Mans           | 70               | 63                    | 73                      | 75 | 71           |              |              |              |  |  |        |        |        |        |
|  | (3) Cholet                 |                       |                  |                       |                         | 75 | 71           |              |              |              |  |  |        |        |        |        |
|  | (6) Le Mans                | 74                    | 65               | 76                    |                         |    |              |              |              |              |  |  |        |        |        |        |
|  | (6) Le Mans                | 74                    | 65               | 76                    |                         |    |              |              |              |              |  |  |        |        |        |        |
|  |                            |                       |                  |                       |                         |    |              |              |              |              |  |  |        |        |        |        |

Le match aller se joue chez l'équipe la mieux classée lors de la saison régulière, le match retour chez l'équipe la moins bien classée et la belle éventuelle chez l'équipe la mieux classée lors de la saison régulière.

## Leaders de la saison régulière
| Catégorie                  | Joueur             | Équipe     | Statistiques |
| -------------------------- | ------------------ | ---------- | ------------ |
| Points par match           | Keith Jennings     | Le Mans    | 19,4         |
| Rebonds par match          | Troy Brown         | Évreux     | 11,0         |
| Passes décisives par match | Laurent Sciarra    | PSG Racing | 7,5          |
| Interceptions par match    | James Scott        | Levallois  | 2,6          |
| Contres par match          | Keith Hill         | Nancy      | 2,1          |
| % aux tirs                 | Dwayne Scholten    | Pau-Orthez | 76,3 %       |
| % aux lancer-francs        | Keith Jennings     | Le Mans    | 89,8 %       |
| % à 3 points               | Enrique Villalobos | Cholet     | 48,1 %       |

## Récompenses individuelles
| - MVP français : - MVP étranger : - Meilleur défenseur : - Meilleur espoir : - Meilleur entraîneur : | Laurent Foirest (Pau-Orthez) Keith Jennings (Le Mans) Jim Bilba (ASVEL) Frédéric Weis (Limoges) Claude Bergeaud (Pau-Orthez) |

- Laurent Foirest (Pau-Orthez) et Keith Jennings (Le Mans) ont été élus MVP français et étranger selon le référendum L'Équipe établi auprès des journalistes.